# Duwayne Dunham
Duwayne Dunham (Los Angeles, 17 novembre 1952) è un regista e montatore statunitense.
È uno dei più fidati collaboratori di David Lynch. Ha montato infatti Velluto blu, I segreti di Twin Peaks, episodio pilota dell'omonima serie, e Cuore selvaggio. Ha inoltre diretto tre episodi della serie I segreti di Twin Peaks e montato Guerre stellari - Il ritorno dello Jedi, nel 1983.
Nel 1990 vinse un Emmy Award per il montaggio dell'episodio pilota de I segreti di Twin Peaks.

## Filmografia

### Regista

#### Cinema
- In fuga a quattro zampe (Homeward Bound: The Incredible Journey) (1993)
- Piccoli campioni (Little Giants) (1994)

#### Televisione
- I segreti di Twin Peaks (Twin Peaks) – serie TV, episodi 1x02-2x11-2x18 (1990-1991)
- Settimo cielo (7th Heaven) – serie TV, episodi 1x03-1x08 (1996)
- JAG - Avvocati in divisa (JAG) – serie TV, episodi 1x07-2x15 (1995-1997)
- Beyond Belief: Fact or Fiction – serie TV, 4 episodi (1998)
- Halloweentown - Streghe si nasce (Halloweentown) – film TV (1998)
- Il bambino venuto dal mare (The Thirteenth Year) – film TV (1999)
- La vera storia di Babbo Natale (Santa and Pete) – film TV (1999)
- Un cavallo un po' matto (Ready to Run) – film TV (2000)
- Due gemelle e un pallone (Double Teamed) – film TV (2002)
- Dragster Girls (Right on Track) – film TV (2003)
- Tiger Cruise - Missione crociera (Tiger Cruise) – film TV (2004)
- A me gli occhi... (Now You See It...) – film TV (2005)
- Star Wars: The Clone Wars – serie TV, episodi 3x11-4x01 (2010-2011)

### Montatore

#### Cinema
- American Graffiti 2 (More American Graffiti), regia di Bill L. Norton (1979) - non accreditato

- Il ritorno dello Jedi (Return of the Jedi), regia di Richard Marquand (1983)
- Maledetta estate (The Mean Season), regia di Phillip Borsos (1985)
- Velluto blu (Blue Velvet), regia di David Lynch (1986)
- Bambola meccanica mod. Cherry 2000 (Cherry 2000), regia di Steve De Jarnatt (1987)
- Cuore selvaggio (Wild at Heart), regia di David Lynch (1990)
- K-11, regia di Jules Stewart (2012)
- Spreading Darkness, regia di Josh Eisenstadt (2017)
- The Turning - La casa del male (The Turning), regia di Floria Sigismondi (2020)

#### Televisione
- I segreti di Twin Peaks (Twin Peaks) – serie TV, episodi 1x01-2x11 (1989-1990)
- Twin Peaks – serie TV, 18 episodi (2017)